# Перший Луганський соціалістичний загін
Перший Луганський соціалістичний загін — озброєне формування луганських більшовиків, утворене у березні 1918 року Климентом Ворошиловим, намагався утримати місто Харків від українсько-німецьких військ. Чисельність загону складала 540 осіб.

## Озброєння
На озброєні загону було два бронепотяги. Їх сформували зі старих пульманівських вагонів, заклавши їх мішками із землею. Один з бронепотягів мав назву «Ворошилов». Погано спаяні, часті бої під вогнем артилерією, з броньовиками, аеропланами, призводило до поразок.

## Бойовий шлях
27 березня 1918 року біля роз'їзду Дубов'язівка неподалік Конотопа відбувся перший і єдиний бій загону проти Армії УНР. Імпровізований бронепотяд вступив у артилерійську дуель з німецьким бронепотягом. Влучним пострілом знищено німецький броньовик. Німці відповіли шквальним вогнем потужних гармат. Один зі снарядів влучив у передній майданчик. Кулеметник був убитий, а командира загону Климента Ворошилова контузило.
Загін брав участь у боях під Основою, Змієвом, Родаковим.
У цих битвах «ворошиловський загін» реоганізовано в 5-ту армію. Командувачем армією призначений Климент Ворошилов.